# Main Offender
Main Offender is het tweede studioalbum van Rolling Stones-gitarist Keith Richards, uitgegeven in 1992. De sessies vonden plaats in Californië en New York.

## Tracklist
Alle nummers zijn geschreven door Keith Richards en Steve Jordan, tenzij anders aangegeven.
1. 999 (Keith Richards, Steve Jordan, Waddy Watchel) – 5:50
2. Wicked As It Seems (Keith Richards, Steve Jordan, Charley Drayton) – 4:45
3. Eileen – 4:29
4. Words Of Wonder (Keith Richards, Steve Jordan, Waddy Watchel) – 6:35
5. Yap Yap (Keith Richards, Steve Jordan, Waddy Watchel) – 4:43
6. Bodytalks (Keith Richards, Steve Jordan, Charley Drayton, Sarah Dash) – 5:20
7. Hate It When You Leave (Keith Richards, Steve Jordan, Waddy Watchel) – 4:59
8. Runnin' Too Deep – 3:20
9. Will But You Won't – 5:05
10. Demon – 4:45

## Hitlijsten
Album
| Jaar | Hitlijst          | Notering |
| ---- | ----------------- | -------- |
| 1992 | UK Top 75 Albums  | 45       |
| 1992 | The Billboard 200 | 99       |
| 1993 | The Billboard 200 | 192      |

Singles
| Jaar | Single               | Hitlijst               | Notering |
| ---- | -------------------- | ---------------------- | -------- |
| 1992 | "Wicked As It Seems" | Mainstream Rock Tracks | 3        |
| 1993 | "Eileen"             | Mainstream Rock Tracks | 17       |